# Уейкбординг
Уейкбординг (от английски: wakeboarding) е воден спорт, при който участникът използва прикрепена към стъпалата му малка дъска (уейкборд) – теглен с въже от моторница по водна повърхност, изпълнява различни фигури и трикове, използвайки вълните, оставени от моторната лодка или специални приспособления. Уейкбордингът възниква като съчетание на техники от водните ски, сноубординга и сърфирането, като единичната дъска позволява по-голяма свобода на изпълненията от ските.